# 生活関連情報
生活関連情報（せいかつかんれんじょうほう）は、日本放送協会（NHK）のテレビとラジオが、被災地域の交通やライフラインに関する情報を放送する特別番組である。

## 東日本大震災での対応
2011年3月11日の東北地方と茨城県を中心とした地震（東北地方太平洋沖地震）では、BS1が報道特別番組の一部を差し替える形で放送し、3月14日から18日まで教育テレビ・BS2で「安否情報」と並行して放送した。3月19日からは東北地方ローカルで「東北ライフライン情報」という番組が放送された。